# Хлопушка (пиротехника)
Хлопу́шка — пиротехническое, а в последнее время часто и просто механическое изделие развлекательного характера, производящее громкий хлопок и разбрасывание конфетти или серпантина.
Символ хлопушки в Юникоде — 🎉.

## Описание и устройство
Хлопушка «советского» образца представляет собой небольшую картонную гильзу, в нижней части которой  находится небольшое количество пиротехнического состава, чувствительного к трению — как правило, это «смесь Армстронга» (смесь красного фосфора с бертолетовой солью). Через эту смесь пропущен шнурок, при рывке за который она взрывается. В верхней части хлопушки находятся конфетти или серпантин (иногда и то, и другое), при выстреле они выбрасываются наружу. Торцы заклеены тонкой бумагой, предотвращающей самопроизвольное высыпание содержимого.
Современные хлопушки «китайского» образца (как на приведённых здесь фото) делаются из пластика.

## Применение
Чтобы привести хлопушку в действие, нужно резко дёрнуть за петлю, шнур или ниточку. Выброс содержимого верхней части сопровождается хлопком.

## Пневмохлопушки
Пневмохлопушка представляет собой толстостенную гильзу, снизу которой находится баллон, заполненный сжатым воздухом, а верхняя часть наполнена конфетти и/или серпантином. Чтобы привести пневмохлопушку в действие, нужно повернуть нижнюю часть (баллон) и верхнюю (трубку) в разные стороны по указанию стрелок. При этом освобождается запор крышки баллона, крышка откидывается и сжатый воздух с громким хлопком выбрасывает наружу содержимое верхней части.
Встречаются также и надувные пневмохлопушки.

## Пружинные хлопушки
Пружинная хлопушка обычно представляет собой толстостенную пластиковую гильзу с пластиковым поршнем и металлической сжатой пружиной под ним, пространство сверху поршня заполнено конфетти и/или серпантином. Поршень или пружина удерживаются запорным устройством, являющимся частью нижней поворачивающейся части хлопушки. Чтобы привести пружинную хлопушку в действие, нужно, следуя инструкции, повернуть нижнюю (обычно ребристую) часть и верхнюю (трубку) в разные стороны по указанию стрелок. Некоторые пружинные хлопушки можно перезарядить вручную.
Как пневмо-, так и пружинные хлопушки не содержат зарядов горючих или взрывчатых веществ, и поэтому не являются пиротехническими изделиями. 

## Распространение
Наряду с другими фейерверками хлопушки применяются при встрече Нового года, а также на карнавалах, вечеринках, свадьбах, шоу, утренниках, днях рождения и т. п.
Хлопушки продаются не только в магазинах с фейерверками, а и в обычных магазинах, например, с новогодними товарами.

## Меры предосторожности
Несмотря на то, что хлопушки являются самыми безопасными фейерверками (они относятся к I классу опасности), их нельзя направлять в людей, животных, в сторону легковоспламеняемых предметов, так как это может вызвать пожар. Также нельзя пользоваться хлопушками детям без присмотра взрослых. Пневмохлопушки более безопасны, но их также нельзя направлять в глаза, потому что иногда вылетают осколки от баллона, которые могут повредить их, и в уши, так как они хлопают громче обычных и этим можно испортить слух.
Если хлопушка не сработала, её надо утилизировать по правилам, указанным в инструкции.